# Убойная сила (сезон 2)
Убойная сила-2 — второй сезон российского детективного телесериала «Убойная сила». Производство компании «Первый канал». Вышел на экраны в 2001 году.

## Сюжет
Плахова, Рогова и Шишкина переводят в ГУВД Санкт Петербурга. В новом подразделении герои предыдущих серий встречаются с новыми сослуживцами Максом Виригиным и Жорой Любимовым. Анатолий Дукалис возвращается в свой старый отдел. Сотрудники убойного отдела под началом начальника ГУВД Максимова занимаются раскрытием различных уголовных дел. Маша, секретарша Боголепова, которая могла стать невестой Плахова, уезжает за границу и выходит замуж. Плахов знакомится с продавщицей из ларька Алёной.
Действие происходит приблизительно в 2000 году в Санкт-Петербурге. Действие серий «Миссия выполнима» (3 серии) также протекает в Лос-Анджелесе и Лас Вегасе.
В центре сюжета серии «Вне игры» которой находится смерть болельщика «Зенита», на самом деле имеет в своей основе реальные события. В 2000 году во время стычки двух групп футбольных фанатов погиб юный болельщик «Зенита» (правда, это произошло за пределами стадиона). Событие, которое вызвало широкий общественный резонанс было положено в основу сценария.

## Список серий
- 1. «Кредит доверия»

Плахова, Рогова и майора Шишкина повышают: переводят из районного отделения в главк. Пока они пакуются, в Петербург приезжает европейская делегация представителей турфирм. Они интересуются, действительно ли в городе царит преступность, как пишут в их прессе. Начальство всячески пытается убедить их в обратном: в качестве жилья одного из сотрудников выставляет роскошную квартиру, одолженную у знакомого им бизнесмена, вывозит на постановочное заказное убийство, тут же раскрывающееся с помощью передовых технологий. Но стоило только одному из делегатов оказаться без присмотра, как тут же его обокрали. За дело взялись Плахов и Рогов. Представитель швейцарской турфирмы финн Патрик Хэнсон знакомится с настоящими методами работы милиции, а также машиной и квартирой милиционера.
- 2. «Двойной угар»

Убит врач психиатрической больницы Тихонов. Под подозрение попадает сосед убитого по коммуналке, ранее судимый за нанесение тяжких телесных повреждений. Однако вскоре подозрения отпадают. В интересах расследования дела Рогов временно вынужден стать пациентом клиники. Он делает вид, что считает себя лейтенантом Коломбо. За время пребывания там ему удаётся выяснить цепочку организаций и совершений убийств, а также разоблачить преступную шайку.
- 3. «След бумеранга» (по одноимённой повести Андрея Кивинова)

Игорь Плахов, как и все люди, когда-то учился в школе. И были у него приятели-одноклассники. Двое из них стали бизнесменами, 3-й — бизнесменом и бандитом, 4-й — банкиром. А Плахов стал милиционером. 15 лет спустя после выпускного вечера их пути вновь пересеклись, и теперь жизни одних зависят от воли других, причём каждый считает себя правым. В конечном счёте история заканчивается для доброй половины из них крайне плачевно.
- 4. «Дачный сезон»

Весь «убойный» отдел сдаёт физкультурно-спортивные нормы ГТО. Вместе с Плаховым и Роговым сдают нормы их новые коллеги — Георгий Любимов и Максим Виригин. Тем временем в городе убиты двое милиционеров. Плахов начинает расследование. Единственная зацепка — красная «восьмёрка» с редким протектором колёс. Вскоре машину удаётся найти. Выясняется, что она принадлежит работнику коммерческой фирмы «Микс» Вячеславу Чугунникову. На Сытном рынке Рогов ловит вора-карманника, укравшего у его тёщи кошелёк. Задержанный выдаёт убийц милиционеров. Однако это оказывается ложным следом. Бандиты решают угнать служебную машину Виригина, одолженную у коллеги: к несчастью, дом родителей Максима находится рядом с их конспиративным сараем. Преступники пытаются напасть на Виригиных, однако Максим с отцом дают им отпор.
- 5. «Практическая магия»

В своём доме зарезан ножом колдун-шарлатан Дмитрий Суховаров. В ходе расследования выясняется, что 5 лет назад он был информатором бывшего коллеги Любимова, некоего Сайкина из ОБХСС, сейчас руководящего охранной фирмой «Скиф».
- 6. «Вне игры»

Во время массовой драки на футбольном матче от удара дубинкой по голове убит 17-летний болельщик Алексей Кузьмин. Под подозрение попадают болельщики, те же в свою очередь обвиняют бойцов ОМОНа. Однако Плахов и Рогов выясняют, что это была провокация, проведённая лидером фанатской группировки по кличке «Тайсон», в которой состоял убитый. Параллельно оперативникам собственное расследование проводит и друг Кузьмина Гена, в группировке более известный как «Чиж».
- 7. «Смягчающие обстоятельства» (по повести Андрея Кивинова «Смягчающее обстоятельство»)

Муж отомстил за изнасилование жены, избив насильников молотком, в результате чего один из них погиб на месте. Любимов из сочувствия составляет версию превышения самообороны, подбрасывает нож и уговаривает мужчину изменить показания, что не одобряет Плахов. Вскоре Игорь знакомится с девушкой Алёной, которую постоянно избивает отчим-алкоголик. Однажды Алёна случайно убивает последнего. Игорю приходится её спасать…
- 8. «Способный ученик»

В «убойный» отдел на стажировку приходит курсант МВД Павел Нечаев. Шефство над ним поручается Рогову. Как раз и дело подходящее подворачивается: у Аллы Мудролюбовой пропал муж — директор крупного предприятия. Вроде бы всё просто: допросить жену, произвести обыск. Стажёр, стремясь отличиться, берёт инициативу в свои руки. Но результаты его работы очень скоро повергают в неописуемый ужас доверчивых наставников. А между тем, в городе орудует шайка особо опасных уголовников, недавно сбежавших из тюрьмы…
- 9 — 11. «Миссия выполнима» (по одноимённой повести Андрея Кивинова)

Кинопродюсер Алёхин, проживающий в США, передает в Россию в подарок своему приятелю бизнесмену Кириллову бутылку виски. Сделав глоток из этой бутылки, Кириллов и его заместитель умирают на месте. Спустя некоторое время эксперты находят в остатках напитка сильнодействующий яд группы цианидов. Алёхин потрясён случившимся и полностью отрицает свою причастность к убийству. Милиция приходит к выводу, что убийцу нужно искать в Америке, вследствие чего Плахов и Рогов командируются в Лос-Анджелес. Там их встречает Евгений Митин — консультант полиции Лос-Анджелеса по русским эмигрантам и старый приятель генерала Максимова. Митин становится их главным помощником в расследовании, также операм помогает внезапно оказавшийся в США Померанцев. Вместе они наводят справки о фирме, с которой был связан бизнес погибшего Кириллова. Выясняется, что она принадлежит местному криминальному авторитету Леониду Макарову по кличке «Граф». Вскоре оперативники убеждаются, что именно «Граф» стоит за убийством Кириллова, а исполнительницей была назначена Валерия — судья из Владивостока, любовница Алёхина и подопечная «Графа», вынужденная бежать из родного города после столкновения с бандитами и угроз в адрес её сына. После ряда перипетий и приключений оперативникам всё же удаётся арестовать Макарова и экстрадировать его в Россию. Но Игоря с Василием ожидает сюрприз — Валерия не решилась на убийство и в последний момент подменила бутылки, а Кириллова отравила его же супруга Жанна в сговоре с директором автосалона Фирсовым. В финале выясняется, что Митин на самом деле живёт и работает в Лос-Анджелесе с целью поимки подобных Макарову авторитетов, сбежавших из России в США (можно заметить, как Митин вычёркивает арестованного Макарова из некоего списка).

## Съёмочная группа
- Режиссёры: Евгений Аксёнов, Александр Бурцев, Виктор Бутурлин, Александр Рогожкин, Вячеслав Сорокин, Родион Нахапетов (Серии 8-10)
- Сценаристы: Олег Дудинцев, Андрей Кивинов
- Операторы: Андрей Жегалов, Александр Корнеев, Юрий Шайгарданов
- Композиторы: Игорь Матвиенко, Владислав Панченко, Станислав Важов
- Художник: Владимир Банных
- Продюсеры: Михаил Кирилюк, Анатолий Максимов, Константин Эрнст, Родион Нахапетов (8-10 серии)
- Производство: Урсус-фильм по заказу ОРТ

## Роли

### В главных ролях
- Константин Хабенский — капитан милиции Игорь Сергеевич Плахов
- Андрей Федорцов — старший лейтенант милиции Василий Иванович Рогов
- Сергей Кошонин — майор милиции Максим Павлович Виригин
- Евгений Ганелин — майор милиции Георгий Максимович Любимов

### В ролях
- Александр Тютрюмов — подполковник милиции Сергей Аркадьевич Егоров, начальник штаба ГУВД
- Семён Стругачев — капитан милиции Семён Черныга
- Анвар Либабов — эксперт «Квазимодыч»
- Евгений Леонов-Гладышев — майор милиции Анатолий Павлович Шишкин, начальник убойного отдела
- Георгий Штиль — Фёдор Ильич Петров, тесть Рогова
- Ольга Калмыкова — тёща Рогова
- Виктор Соловьёв — капитан/майор милиции Григорий Геннадьевич Стрельцов
- Виктор Костецкий — Александр Александрович Максимов, генерал милиции, начальник ГУВД
- Сергей Мурзин — Борис Кравченко, друг и одноклассник Плахова
- Юрий Гальцев — Юра, эксперт-криминалист
- Людмила Курепова — Маша, бывшая секретарша Боголепова, бывшая девушка Плахова
- Артур Ваха — Арнольд Михайлович Ставриди
- Михаил Вассербаум — Рудольф, главврач психиатрической больницы, организатор убийств (арестован)
- Ирина Основина — Лариса, медсестра психиатрической больницы, убийца Зябликова (арестована)
- Александра Флоринская — Лиза, лже-невеста, подручная работников психиатрической больницы, организатор убийств (арестована)
- Николай Устинов — Паша, санитар в психбольнице, один из убийц главврача и Зябликова (арестован)
- Алексей Девотченко — Зябликов (убит во 2-й серии)
- Ольга Онищенко — племянница Зябликова
- Леонид Неведомский — Павел Виригин, отец Максима
- Лидия Ледяйкина — Анна Виригина, мать Максима
- Илья Баскин — Леонид Петрович Макаров, шеф русской мафии (озвучивает Вадим Гущин) (арестован)
- Вилле Хаапасало — Патрик Хендсон, туроператор из Швейцарии
- Родион Нахапетов — Евгений Митин («Джек»), эксперт по русским эмигрантам в США, офицер американской полиции
- Алексей Севастьянов — Бритый, пациент больницы
- Виктор Бычков — Альберт Викторович Померанцев, бомж-информатор
- Дмитрий Яковлев — Владимир Герасимов, участковый
- Фёдор Лавров — бандит «Перхоть» (убит Максимом Виригиным)
- Артемий Русаков — бандит «Крендель» (арестован)
- Валерий Каратаев — бандит Алик (сбежал)
- Сергей Дьячков — Вячеслав Чугунников («Чугун»), бандит, работник фирмы (убит Аликом)
- Александр Есаулов — бандит «Колобок» (убит Максимом Виригиным)
- Михаил Самочко — директор фирмы (фильм 4-й)
- Алексей Барабаш — «Карась», вор-щипач на Сытном рынке, сообщник «Чугуна», «Колобка», «Кренделя» и «Перхоти» (арестован)
- Александр Кратиров — Сергей Зацепин, менеджер фирмы «Транскорпорейшн», насильник (убит)
- Дмитрий Лепихин — Вадим Грымзин, насильник, подручный Зацепина
- Ирина Горячева — Надя Буковская, жертва изнасилования
- Вадим Романов — Михаил Буковский, муж Нади, мститель
- Владимир Чернышов — «Сохатый», бандит (убит)
- Александр Стёпин — «Стульчак», «барабан» (информатор) Любимова, работающий на «Сохатого»
- Наталья Сорокина — Тома, любовница «Сохатого»
- Алексей Крымов — отчим Алёны, алкоголик (убит)
- Игорь Сергеев — Николаев, прокурор
- Александра Родина — девушка
- Сергей Русскин — «Белочка», пациент психиатрической больницы, алкоголик
- Алексей Дедов — Ильдар, террорист-беженец, земляк и подручный Гамида (убит людьми Гамида)
- Ибрагим Исмаилов — Гамид Гамидович Гамидов, владелец ресторана, по совместительству — преступный авторитет, одноклассник Плахова
- Борис Бирман — Стас Синицкий, бизнесмен, одноклассник Плахова и Гамида (убит киллером Гамида)
- Ксения Раппопорт — жена Стаса Синицкого
- Олег Чернов — Костя Малахов, бизнесмен, одноклассник Плахова и Гамида (убит людьми Гамида)
- Екатерина Решетникова — Марина, жена Кости Малахова
- Сергей Козик — Виктор Челышев, банкир, одноклассник Плахова, Кравченко, Гамида, Синицкого и Малахова
- Светлана Шутова — Ляля Королёва, балерина, спасённая Малаховым и Синицким
- Александр Алексеев — Дэвид, банкир из Лондона, партнёр Синицкого и Малахова
- Изиль Заблудовский — Николай Семёнович, бывший классный руководитель Плахова, Кравченко, Синицкого, Малахова, Челышева и Гамида
- Егор Томошевский — Паша Нечаев, стажёр
- Виктор Смирнов — «Нострадамус», пациент психиатрической больницы
- Юлия Рудина — Алёна, продавщица из ларька, девушка Плахова
- Марина Засухина — Люда
- Елена Вершинина — Алка-«Катастрофа» (арестована)
- Сергей Мосьпан — «Шнифт»
- Владимир Разыграев — «Гнутый»
- Алексей Зубарев — Дмитрий Суховаров, маг, информатор (убит)
- Анжелика Неволина — вдова Суховарова
- Валерий Цикалов — Сайкин, бывший оперуполномоченный, директор охранной фирмы «Скиф», старый приятель Любимова (убит)
- Ефим Иоффе — профессор религиоведения и атеизма
- Александр Саюталин — Константин Эдуардович Телятников, бизнесмен, клиент Суховарова
- Дмитрий Карпов — предводитель группировки сатанистов (арестован)
- Ирина Долинина (Лебедева) — Ванда, потомственная колдунья
- Татьяна Журавлёва — баба Нюра, потомственная целительница
- Валерий Филонов — Арнольдыч, бомж, приятель Суховарова
- Вячеслав Барковский — владелец «Сааба»
- Игорь Ботвин — «Тайсон», болельщик ФК «Зенит», лидер радикальной фанатской группировки, убийца подростка-болельщика (арестован)
- Николай Буров — Савельев, президент ФК «Зенит»
- Валерий Гурьев — бандит «Холестерин» (арестован)
- Николай Молодожён — бандит «Чебурашка», подручный «Холестерина» (арестован)
- Бангис Счастливый — работник автомойки (фильм 6-й)
- Сергей Лосев — Илья Борисович Мудролюбов, директор крупной фирмы (8 серия)
- Людмила Шевель — Алла Георгиевна Мудролюбова, жена Мудролюбова
- Андрей Щепочкин — бизнесмен Андрей Геннадьевич Кириллов (убит)
- Оксана Базилевич — Жанна Юрьевна Кириллова
- Вячеслав Лавров — Серёжа, охранник Кириллова
- Евгений Лазарев — Виталий Григорьевич Алёхин, режиссёр-эмигрант
- Наташа Шляпникофф — Сандра, жена Алёхина
- Игорь Жижикин — Борис, подручный Макарова (фильм 9-й)
- Анна Банщикова — Юля, секретарша Кириллова (фильм 9-й)
- Наталья Лапина — Валерия Григорьевна Жаркова, певица-эмигрантка (фильм 9-й)